# Потерпілий (фільм, 1990)
«Потерпілий» — радянський художній фільм 1990 року режисера Володимира Рябцева, психологічний детектив.

## Сюжет
Дія відбувається в одному з провінційних міст, недалеко від Ленінграда, в кінці 1980-х — початку 1990-х років. Герой фільму — старший оперуповноважений відділу карного розшуку Кузьмін (Олександр Мартинов). В основі сюжету — пограбування ощадкаси, напад на жінку з крадіжкою сумки, доля талановитого художника, загнаного життям у глухий кут і, нарешті, проблеми батьків і дітей… Фільм відображає сімейну драму головного героя, яка відбувається на тлі професійних буднів. Події, що оголюють давно пережитий сімейний конфлікт, знову нагадують про себе, коли підозрюваним у розбійному нападі виявляється колишній пасинок героя. «Жінка з дитиною», в яку він досі закоханий, але з якої був змушений розлучитися близько десяти років тому через тиск своїх батьків, знову з'являється в його житті. Одного разу це вже призвело до остаточного розриву Кузьміна з перспективною кар'єрою, батьками, мріями. Однак доля дитини, яку колись хотів виховати Кузьмін, переважує всі можливі наслідки для нього, як для талановитої людини, яка наважується зробити трохи більше, ніж того вимагають звичайні формальності слідства і повсякденна байдужість міліцейських чиновників.

## У ролях
- Олександр Мартинов — Женя Кузьмін
- Вадим Андрєєв — Шура Бєлов
- Володимир Носик — Істратов
- Олександр Дем'яненко — батько Кузьміна
- Татіана Донська — Ольга
- Надія Бутирцева — Ліза Волкова
- Ірина Малишева — Ірина
- Єгор Барінов — Вовка Волков
- Аліна Власова — Марина Сизова
- Вадим Александров — сторож
- Олена Астаф'єва — епізод
- Н. Васильєва — епізод
- Анатолій Ведьонкин — Гена, водій міліцейської машини
- Віра Івлєва — Карасьова
- Євген Латій — Борис
- Р. Ніколенко — епізод
- Віктор Півненко — начальник міліції
- Леонід Реутов — епізод
- Раїса Рязанова — потерпіла
- Олександр Вігдоров — затриманий

## Знімальна група
- Режисер — Володимир Рябцев
- Сценарист — Олена Райська
- Оператор — В'ячеслав Звонілкін
- Композитор — Євген Крилатов
- Художник — Інеса Ратникова